# روبرت كريتندن
روبرت كريتندن هو محامي وضابط وسياسي أمريكي، ولد في 1797 في مقاطعة ودفورد في الولايات المتحدة، وتوفي في 18 ديسمبر 1834 في فيكسبيرغ في الولايات المتحدة. نشط حزبياً في الحزب الجمهوري الديمقراطي. وقد انتخب Acting governor ‏ إقليم أركنساس ‏ (4 يوليو 1819 – 26 ديسمبر 1819) وانتخب سكرتارية إقليم أركنساس ‏ (3 مارس 1819 – 8 أبريل 1829).